# С-60 «Сталинец»

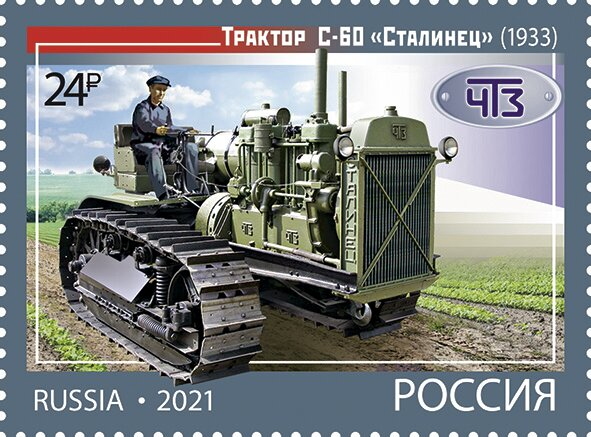
Трактор С-60 «Сталинец» на почтовой марке России 2021 года из серии «История отечественного тракторостроения».

С-60 «Сталинец» — модель трактора, выпускаемого на Челябинском тракторном заводе с 1933 по 1937 год.

## История создания
Выпуск первых гусеничных тракторов С-60 («Сталинец-60») на Челябинском тракторном заводе был осуществлён 1 июня 1933 года. Трактор был метризованной и адаптированной копией Caterpillar 60. Позже, в рамках кампании по дизелизации была разработана новая версия С-65 с дизельным двигателем и, в 1938 году, с газогенераторным — СГ-65.

## Конструкция

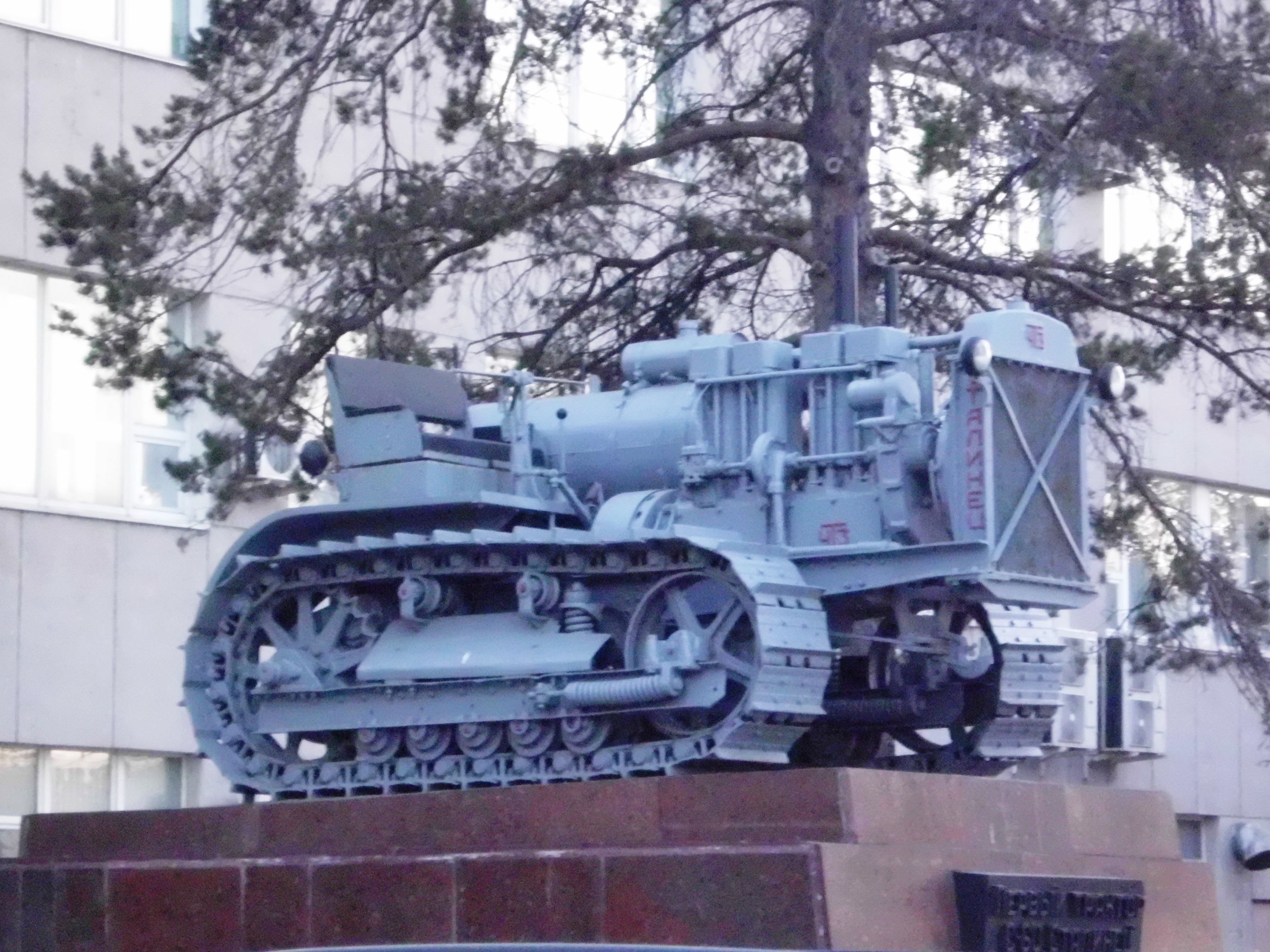

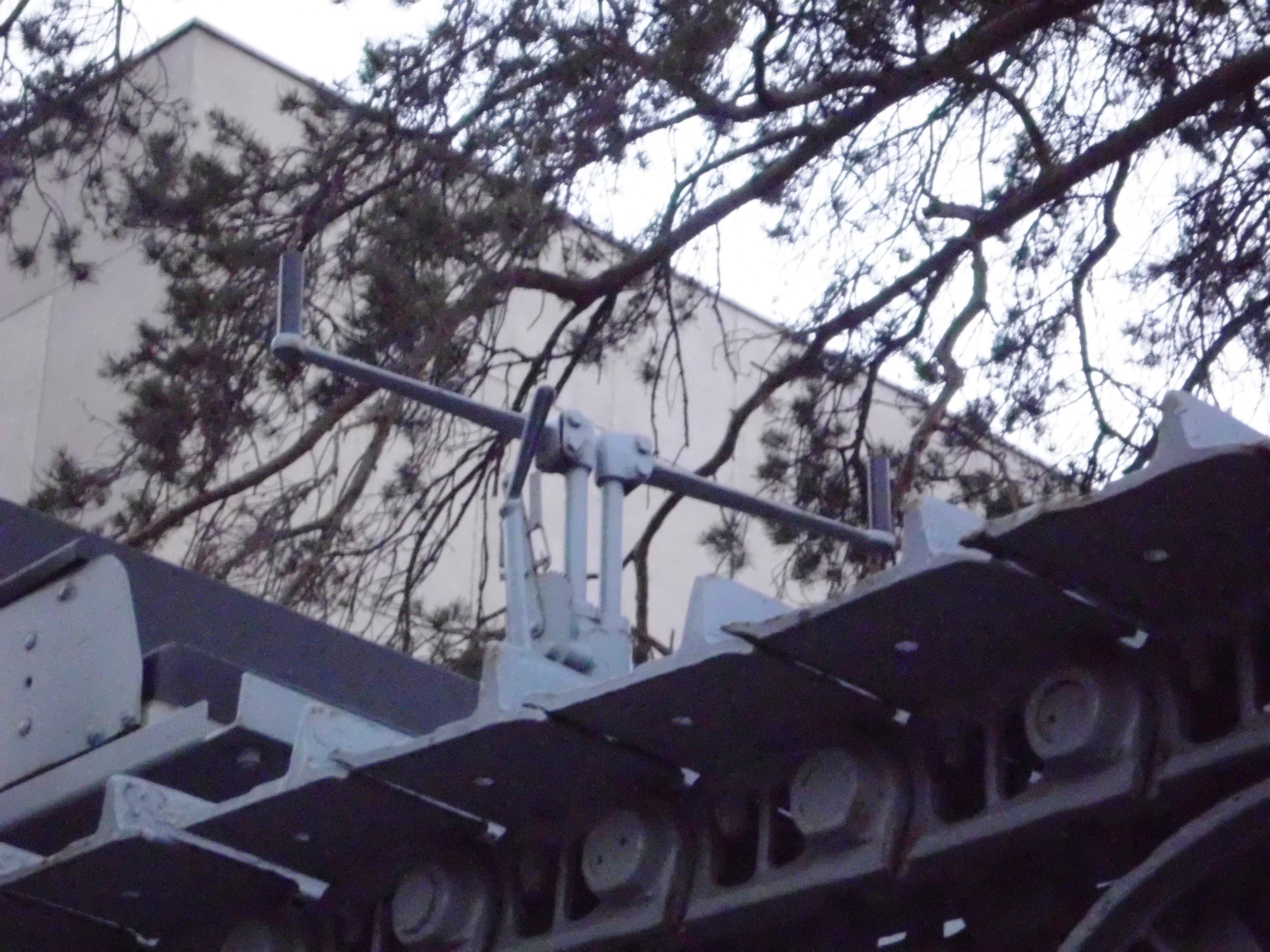
Рычаги управления С-60

Трактор выполнен по классической схеме с двигателем впереди и местом водителя сзади.
Остов трактора состоял из кожуха коробки передач и рамы, опирающихся на тележки гусениц при помощи свободных полуосей сзади и балансирного устройства (через шкворень) спереди. Ходовая часть состояла из двух пятикатковых тележек (каждая — с двумя поддерживающими роликами) с жёстким креплением катков к раме тележки. Ленивцы располагались спереди и имели пружинное натяжное приспособление.
Двигатель — карбюраторный, четырёхтактный, четырёхцилиндровый, жидкостного охлаждения, верхнеклапанный. Топливо — лигроин, для запуска двигателя использовался бензин, возможно использование керосина. Цилиндры крепились к картеру индивидуально и имели отдельные индивидуальные головки. Диаметр цилиндров — 165 мм, ход поршней — 216 мм, рабочий объём 18,45 л, степень сжатия 3,96. Система охлаждения — принудительная, смазки — смешанная, топливо в расходный бачок поступает принудительно, из него в карбюратор — самотёком. Объём топливного бака — 390 л, пускового — 16 л.
Трансмиссия состояла из однодисковой сухой муфты сцепления, трёхступенчатой механической коробки передач (обеспечивались скорости вперёд 3, 4,2 и 5,9 км/ч, а также назад 2,2 км/ч), главной передачей с коническими прямозубыми шестернями, бортовых сухих многодисковых фрикционов, ленточных тормозов и бортовых редукторов. Имелась возможность подключения шкива отбора мощности и установки привода прицепных устройств.
Гусеница с неразборными звеньями, цевочным зацеплением и сменными (на болтах) башмаками в виде плоской плиты с выступающим поперечным гребнем. Обеспечивала вполне удовлетворительную проходимость в любых условиях кроме гололёда на дорогах с твёрдым покрытием или движения по сильно уплотнённому снегу. Колея гусениц — 1823 мм, ширина звена — 203 мм, шаг — 500 мм.

### СГ-60
В мае 1936 года в Челябинске организуется экспериментальное конструкторское бюро по газогенераторным тракторам во главе с Я. В. Маминым. В 1936 году бюро внедрило в производство газогенератор Декаленкова — Д-8. Д-8 устанавливался на переделанные Сталинцы-60, которые после этого получали наименование СГ-60. Всего их было выпущено 264 штуки.

## Назначение
Предназначен для сельскохозяйственных работ, работ в строительстве, на лесозаготовках, а также в Красной Армии в качестве артиллерийского тягача.

## Проектная документация
В Самарском филиале Российского государственного архива научно-технической документации имеются документы по проектированию тракторов: «Сталинец-2», «Сталинец-60», «Сталинец-65», «Сталинец СГ-65», «Сталинец-80», «С-80-Н», «С-100», «С-100-БГС-1», «С-100-Гп» («Проекты тракторов, разработанные Челябинским ордена Кутузова 1 степени, ордена Красной Звезды тракторным заводом (ЧТЗ)». Фонд Р-684, ед. хр. 165, 1933—1963).